# King & Queen
King & Queen – piąty studyjny album formacji Sol Invictus, wydany w 1992 roku (zob. 1992 w muzyce).

Przy nagraniach Tony'ego Wakeforda wspomagali: Karl Blake (gitara basowa), Sarah Bradshaw (wiolonczela), David Mellor (fortepian, klawisze, perkusja), Lu Bell (flet) i Nick Hall (perkusja).

## Lista utworów
1. Sun & Moon
2. The Gods Looked Down
3. Tears and Rain
4. The Return
5. Lonely Crawls the Night
6. Edward
7. World Turn Green
8. Someday
9. All's Well in Hell
10. The Watching Moon
11. King & Queen